# Phoebe Halliwell
Phoebe Halliwell es un personaje ficticio de la serie Charmed, interpretado por la actriz Alyssa Milano, quien se convirtió en productora de la serie.

## Antecedentes

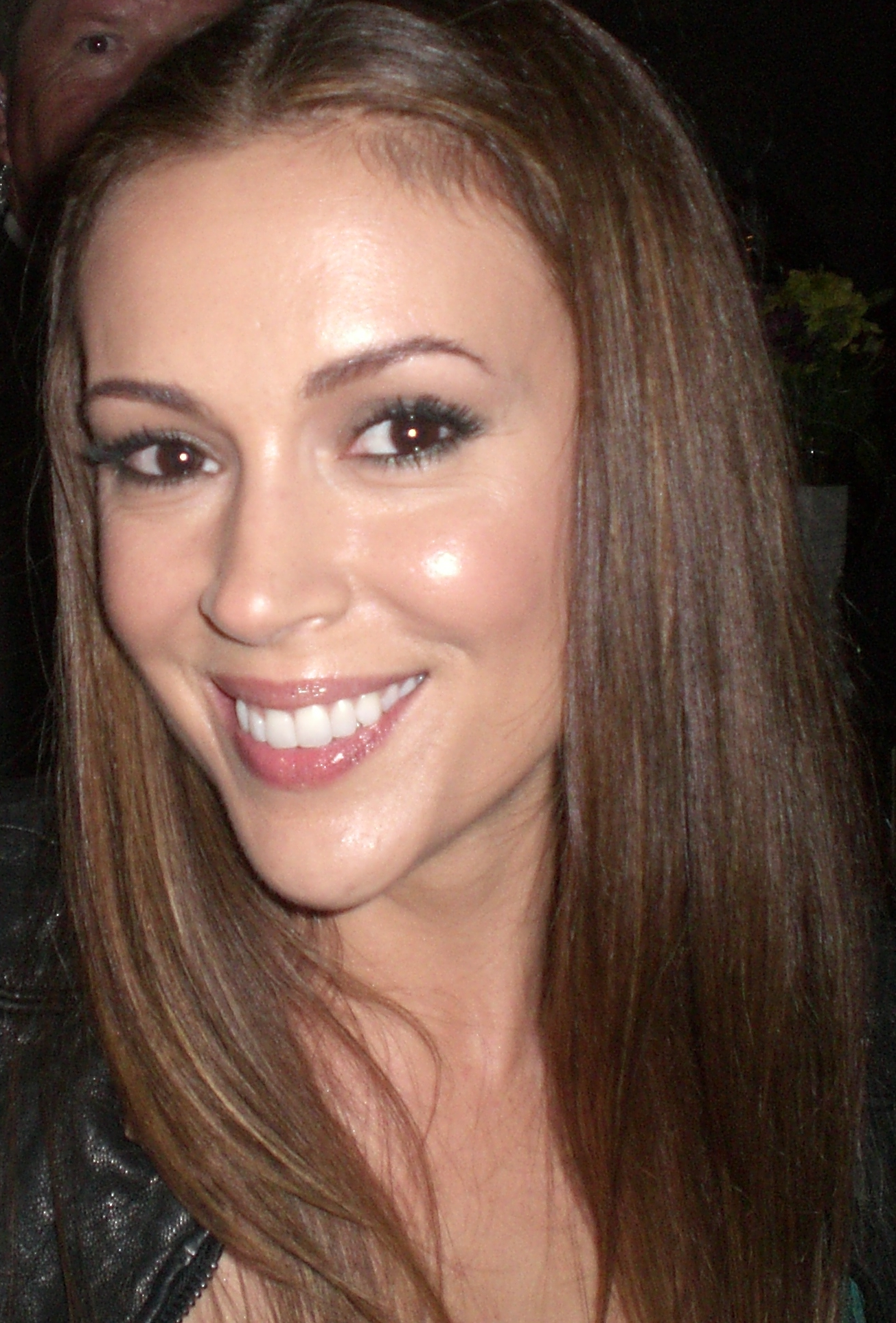
Alyssa Milano

Phoebe Halliwell nació en la mansión de su familia en San Francisco (California), el 2 de noviembre de 1975. Es hija de una bruja, Patty Halliwell y un mortal, Victor Bennet. Phoebe tiene tres hermanas, Prue Halliwell, Piper Halliwell y Paige Matthews (quien fue dada en adopción). Aunque Phoebe nació con el poder de la premonición, su abuela materna Penny Halliwell ató los poderes de sus tres nietas para evitar que Nicholas las asesinara para robárselos.
La relación entre sus padres era cada vez más difícil y su padre las abandonó antes de que Patty, su madre, muriera el 28 de febrero de 1978, ahogada mientras peleaba con un demonio de agua. Phoebe y sus dos hermanas mayores quedaron huérfanas y fueron criadas por su abuela Penny.
Phoebe era una buena estudiante, y una vez ganó el premio a la estudiante del mes. Teniendo 10 años, Phoebe es transportada por un hechizo lanzado por su yo futuro al año 2002, donde conoció a dos versiones mayores de ella misma, a sus hermanas Piper y Paige, al esposo de Piper, Leo, y su futuro esposo Cole Turner. Cole la protegió del demonio Kurzon y ella visitó el reino de los Ancianos con Leo. Después de que ayudara a la Phoebe mayor a escuchar a su corazón para decidir casarse con Cole, regresó a su propio tiempo, donde Penny rápidamente borró su memoria del viaje en el tiempo.
Cuando finalizaron la escuela, Piper y Prue se mudaron a un apartamento juntas en North Beach, donde permanecieron hasta que su abuela Penny cayó enferma y regresaron con ella. Prue se comprometió con un hombre llamado Roger y le pidió a Piper que fuera su dama de honor.
Desafortunadamente, Roger comenzó seducir a Phoebe en su trabajo y a enviarle flores. Cuando Prue lo supo, acusó a Phoebe de querer atraparlo. Devastada por la acusación, y tras la muerte de la abuela, Phoebe se muda a la ciudad de Nueva York. Pero, además, decidió ir allí porque tenía evidencias de que su padre, Victor, vivía en esta ciudad. Por ese tiempo, Penny tomó una fotografía de las tres. Viendo que tan desconectadas estaban como hermanas, Penny planeaba usar una poción para atar los poderes de las hermanas para siempre, pero murió antes de que pudiera hacerlo.

## Regreso a la magia
Seis meses después de la muerte de su abuela, atravesando por tiempos difíciles, Phoebe decide regresar a San Francisco y mudarse a la mansión con sus hermanas, pero Prue no estaba feliz con su regreso, ya que creía que había arruinado su compromiso. Fue entonces cuando Phoebe descubre el Libro de las Sombras en el ático y averigua que ella y sus hermanas son miembros de una larga línea de brujas buenas.

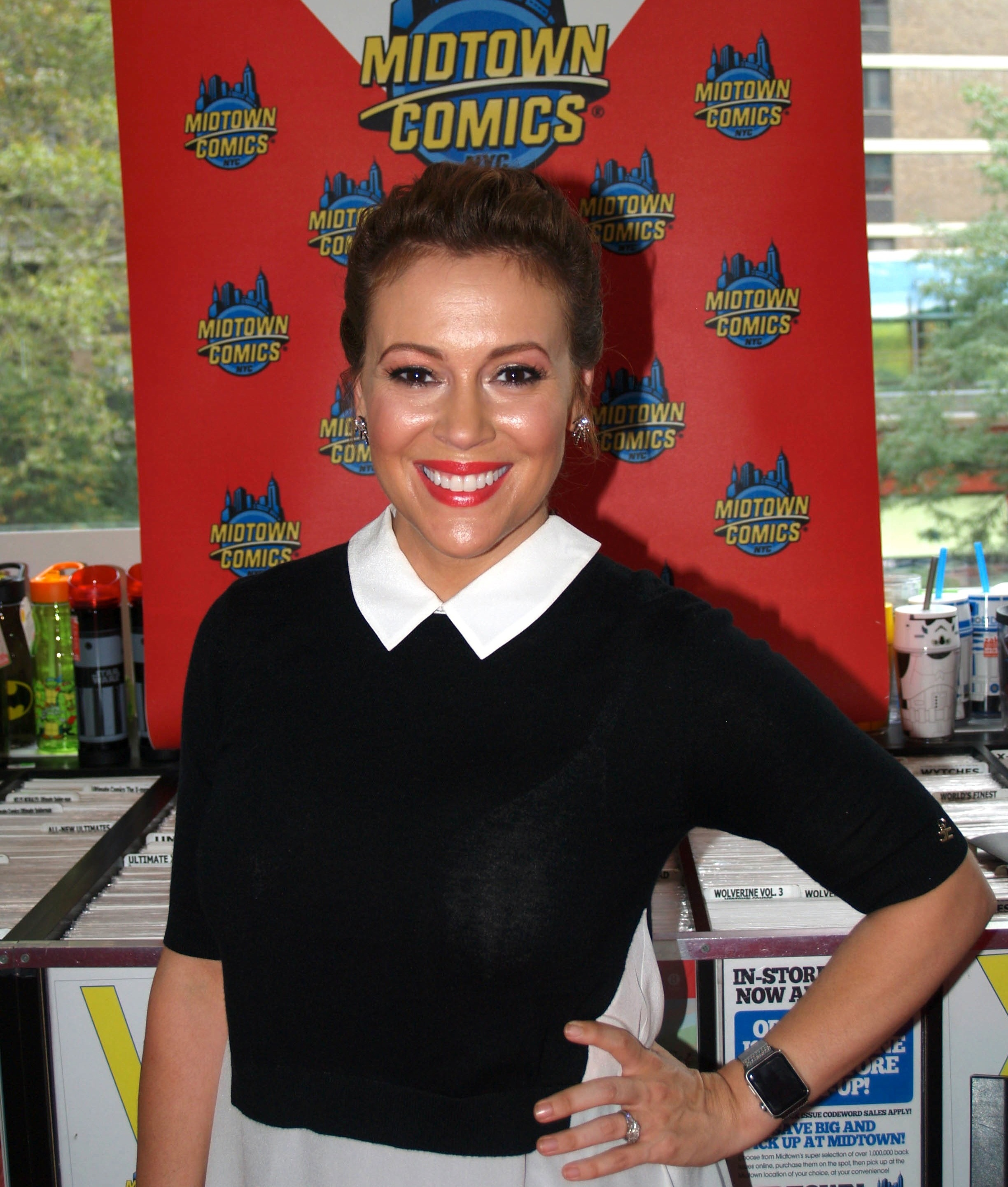
Alyssa Milano interpreta a Phoebe Halliwell

Phoebe tiene el poder de la premunicion, un poder pasivo. Su poder se dispara cuando ella toca o está en presencia de algo que tiene que ver con su visión. Al principio, en el 1.er capítulo de la serie, ella tiene una visión sin tocar ningún objeto; luego se asocia su poder al tocar objetos estrictamente, y más tarde, al tener una visión sin tocar objetos, Leo le indica que percibió vestigios psíquicos en el aire. Este poder era inicialmente incontrolable, pero posteriormente, si se concentraba en percibir la energía psíquica residual de un elemento, podía tener una premonición, y usualmente lo lograba; sin embargo, se asoció su poder al destino, de forma que se aclara en la serie que ella no puede tener premoniciones de hechos que estén destinados a suceder, sólo de hechos hábiles a cambios. Sus visiones del futuro y del pasado aparecían en blanco y negro para ella, acompañadas de un zumbido en sus oídos. Mientras su poder crecía, las premoniciones se volvieron más vívidas, obtuvieron un poco de color y podía escuchar y sentir lo que pasaba en la premonición, hasta mantenerla más tiempo. A partir de la quinta temporada su poder premonitorio evoluciona hasta el punto de ser capaz de proyectarse en el tiempo (viaje astral),“Hulkus Pocus”.
Sus premoniciones son provocadas por objetos y fuertes auras psíquicas, haciéndolas una forma de psicometría. Originalmente sólo tenía el poder de precognición, ver el futuro, pero después pudo usar la retrocognición, ver el pasado, también. Phoebe también desarrolló el poder de provocar o robar una visión en alguien con poderes similares, "compartiendo" visiones con los Ancianos y sabiendo como provocar una "trampa" mediante premoniciones a alguien que ocasionalmente hubiera robado sus poderes. Una poderosa vidente demoníaca, Keira, le dijo a Phoebe que sus poderes estuvieron limitados a psicometría, pero crecieron al mismo tiempo que Phoebe.
Al principio Phoebe no estaba conforme con su único poder pasivo, por lo que decidió tomar clases de defensa personal. Sin embargo, ella se dio cuenta de que su poder era útil cuando una premonición ayudó a revivir a Prue después de que un demonio (warlock) dragón la asesinara, en el último episodio de la 2.ª temporada.
Con el tiempo, Phoebe obtuvo su primer poder activo, que era de levitación, es decir, que podía desafiar la gravedad y flotar en el aire durante periodos cortos. Este poder era incontrolable cuando lo obtuvo, pero después ganó completo control sobre él. Phoebe usa una mezcla de artes marciales y kick boxing con su poder de levitación para atacar a sus enemigos. En la serie, se hace hincapié en la relación de los poderes de una bruja y de su desarrollo hacia poderes similares. Sin embargo, el poder de la premonición con el de la levitación no están relacionados, así que se desconoce su fuente. Entre la cuarta y sexta temporada se ve cómo su poder de levitación evoluciona de tal manera que puede hacer todo tipo de cosas con él, incluso volar ( entra el demonio/ cuestión de tamaño/ la importancia de ser phoebe/ no me olvides/ surtido de brujas ).
En el episodio de la segunda temporada "Morality Bites", situado en el futuro, Phoebe muestra un poder totalmente diferente, ya que con su poder de premonición era capaz de implantar todas las memorias de un ser, sobrecargando el cerebro hasta causar la muerte. Curiosamente podemos ver cómo en el futuro levita mientras mata a un hombre con sus poderes, y al principio de la segunda temporada aún no había obtenido el poder de levitar. Sin embargo en la temporada 9, perteneciente al cómic, podemos ver como este poder que se creía que era premonición avanzada, es solamente empatía avanzada, en donde Phoebe proyecta emociones de dolor y culpa, siendo así su primer poder activo que puede ser capaz de asesinar.
Un dato importante es que gracias a su poder relacionado con el tiempo, Phoebe no era afectada por hechizos que alterarán el mismo, como en el episodio "Continuos Deja Vu" en el que el demonio Tempus corregía los errores cometidos por el demonio Rodríguez, reanudando el mismo día para así poder matar a las hermanas, capacidad que le permitió a Phoebe salvarse y proteger a Prue y Piper.
En la cuarta temporada, Phoebe quedó embarazada, y ya que el padre era Cole, su hijo era demoniaco, era el hijo de la Fuente ya que para ese punto de sus vidas Cole absorbió los poderes de la Fuente original. Al pasar esto el bebe la controla de tal forma que expresa por medio de ella sus poderes demoniacos.
Finalmente en la sexta temporada obtiene el poder de empatia, con el que es capaz de canalizar los sentimientos, y también poderes de los demás, de ese modo controla todos los poderes que atacan contra ella y es capaz de desviar bolas de fuego o de energía, incluso de usar telekinesis.

## Vida mágica
Después de la muerte de Prue , su medio hermana Paige apareció y volvieron a tener el poder de 3 otra vez. Siguieron siendo brujas buenas protectoras de los inocentes.
Frecuentemente se ve a Phoebe siendo la primera en descubrir hechos: fue la primera en usar el Libro de las Sombras, la primera en descubrir el Nexus de la casa y el poder que no conocían; la primera en descubrir que Leo era un Luz Blanca o angel guardian que cuida a la brujas de ser heridas en batallas, cuando lo vio levitar para cambiar un foco. Leo hizo a Phoebe jurar que no le diría a sus hermanas nada sobre él. Ella les reveló la verdad a sus hermanas ya que piper estaba enamorada de él, pero pensaron que sólo era una broma. Hasta que descubrieron que era verdad.
En la sexta temporada adquiere el poder psíquico de la "Empatía", con el cual puede captar las emociones y sentimientos de los que se encuentran a su alrededor, en un principio no lograba canalizar todo lo que percibía por lo que ella expresaba las emociones de los demás, hasta que pudo controlarlo. El poder evolucionó en "Telequinesis Empatica", capacidad en la que Phoebe canalizaba los poderes de sus adversarios y podía devolvérselos, pero al término de la sexta temporada phoebe pierde sus poderes activos de la premonición la levitación y la empatia por su mal uso, después a mediados de la séptima temporada solo recupera su poder principal la premonición, que más tarde se convierte en su mayor fe.
A lo largo de la serie Phoebe se transforma o es transformada mágicamente en muchas especies.
En la temporada 1:
- Fue mortal por un corto periodo debido a que ella y sus hermanas dijeron el hechizo de activar los poderes.

En la temporada 2:
- La persona más inteligente de la historia, debido a un hechizo que invento.
- Pearl Russell, su vida pasada, por medio de un hechizo en el que cambio cuerpos con su vida pasada

En la temporada 3:
- Warlock, debido a que Prue se casó inconscientemente con un demonio llamado Zile.
- Banshee
- Fue infectada con uno de los 7 Pecados Mortales, la Lujuria.

En la temporada 4:
- Una esposa de los años 50 debido al hechizo puesto en el anillo de su abuela, Penny Halliwell.
- La Reina del Inframundo debido a que se casó con Baltazar
- Paige, debido a una poción/hechizo que Paige hizo y las cambió de cuerpo.
- Fue convertida en una persona muy muy pequeña por el demonio Gammill.

En la temporada 5:
- Una sirena
- Cenicienta
- Superheroína
- Isis, la amante de Jeric
- Afrodita, La diosa del amor.

En la temporada 6:
- Valkyria
- Un fantasma
- Una genio
- Su yo adolescente del pasado debido a un poema que escribió hace años, que en realidad era un hechizo.

En la temporada 7:
- Una criatura parecida a una mujer lobo durante la Luna Azul.
- Imara, debido a que cambió almas con Phoebe.

En la temporada 8:
- Su disfraz mágico, Julie Bennet.
- Convertida en un monstruo por un virus demoníaco.

## Vida personal
Phoebe es la más extrovertida. Vuelve a la universidad para sacarse el título de Psicología. Su amor verdadero llega en la temporada 3 con el ayudante del fiscal Cole Turner. Más tarde descubre que su amado es en realidad el demonio que han estado intentando matar: Balthazar. En el último episodio de la 3.ª temporada está en el Inframundo intentando que Cole se vuelva bueno, cuando descubre que Piper está muerta. La única solución es que Tempus (un demonio que creían eliminado) las ayude a retrasar el tiempo para que viva su hermana. La Fuente le pone como condición a Cole que Phoebe se vuelva a su bando. Ella accede para salvar a su hermana Piper y acaba perdiendo a Prue.
En la última temporada se enamora de Cupido y se casa con él y tienen tres hijas.
Después de conocer a Paige, ella se convierte en la hermana del medio, mediando entre las otras, lo mismo que antes hacía Piper con Prue y Phoebe; en ese momento se volvió más madura, cariñosa, comprensiva y muy sobreprotectora con Paige; se encariña mucho con ella aunque siempre le eche la culpa por todas las ideas que Piper ve mal